# Daniel Zamudio
Daniel Mauricio Zamudio Vera (Santiago del Cile, 3 agosto 1987 – Santiago del Cile, 27 marzo 2012) era un giovane cileno, divenuto un simbolo della lotta contro la violenza omofobica nel suo paese, dopo essere stato attaccato e torturato da un gruppo di giovani che lo hanno picchiato per diverse ore nel Parque San Borja di Santiago, causandogli gravi ferite che nelle settimane successivo lo hanno portato alla morte.
L'attacco a Zamudio, perpetrato il 2 marzo 2012 da quattro persone presumibilmente legate a un gruppo neonazista, ha generato commozione e sgomento nella società cilena ed ha aperto il dibattito sull'omofobia nel paese, mettendo in evidenza l'assenza di una legge antidiscriminazione per questo tipo di crimini ed altri, che è stata finalmente promulgata dopo anni di elaborazione parlamentare. Nel 2012, i genitori e gli amici del giovane assassinato hanno creato la Fundación Daniel Zamudio, il cui obiettivo è combattere l'omofobia su tutti i fronti.

## Biografia
Daniel Zamudio era il secondo dei quattro figli di Iván Zamudio Contreras e Jacquelinne Vera Muñoz, originaria di San Bernardo, a sud di Santiago. L'omosessualità di Daniel era nota nella sua famiglia da quando il ragazzo aveva tra i 13 e i 14 anni, anche quando lui stesso la avvertiva all'età di 17 anni.
Dopo la separazione dei suoi genitori, Daniel visse con sua madre e sua nonna. A 17 anni cadde in una forte depressione, scatenata dal suicidio della sua migliore amica, che lo portò a lasciare la scuola superiore. Il rapporto con suo padre era buono, ma con qualche attrito, perché Daniel riteneva che suo padre non accettasse il suo orientamento sessuale, anche se attribuiva i problemi all'irresponsabilità di suo figlio.
A 24 anni, Daniel lavorava in un negozio di abbigliamento cinese per raccogliere fondi con cui finanziarsi gli studi come modello (professione) o attore di teatro, dopo aver tornato il liceo. Secondo suo fratello, la sua intenzione era quella di fare carriera nel mondo delle comunicazioni e di essere riconosciuto, oltre a formare una famiglia ed essere padre.

## Aggressione e morte

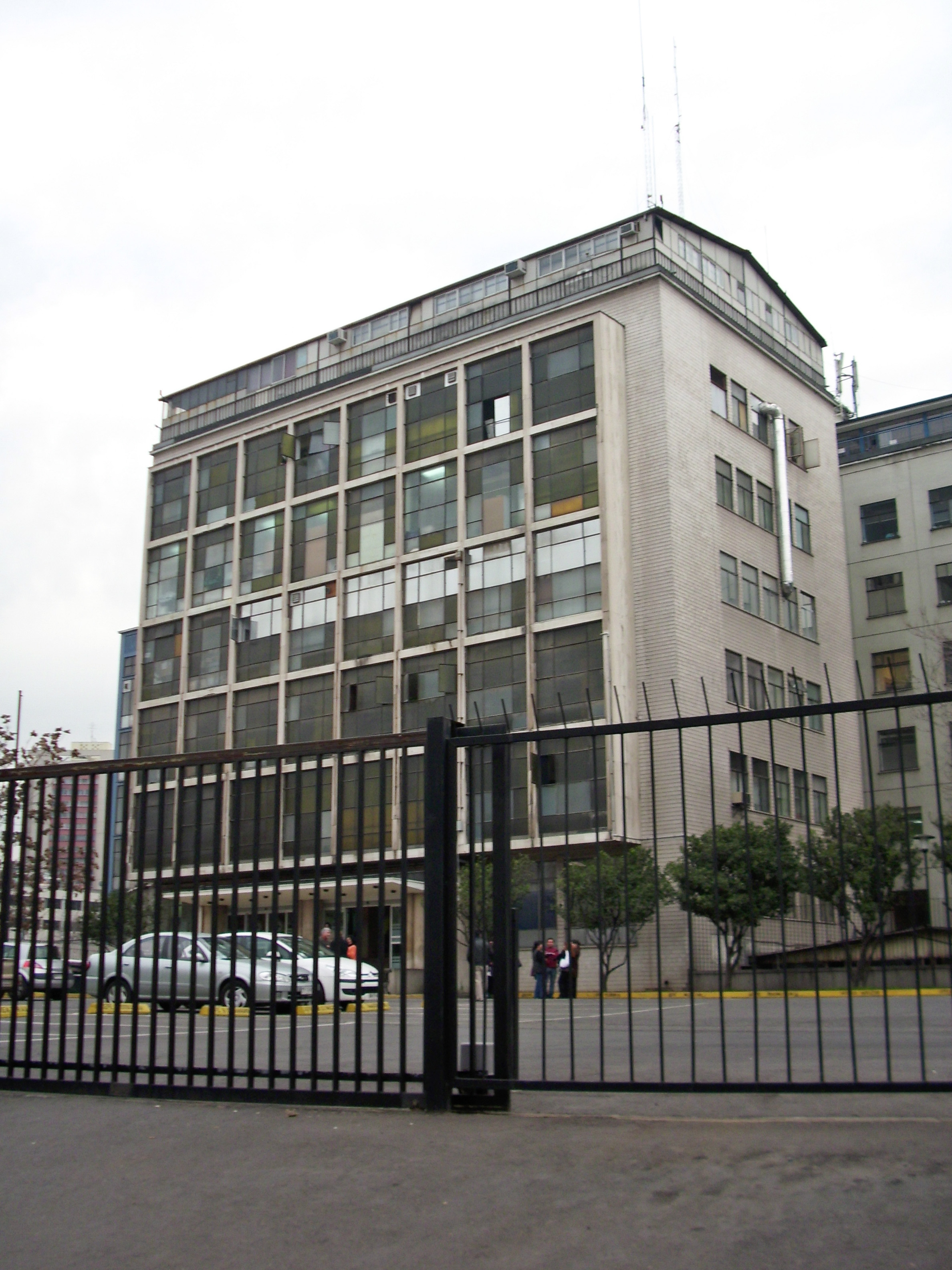
La Posta Central, il luogo in cui Daniel Zamudio è stato curato fino alla sua morte.

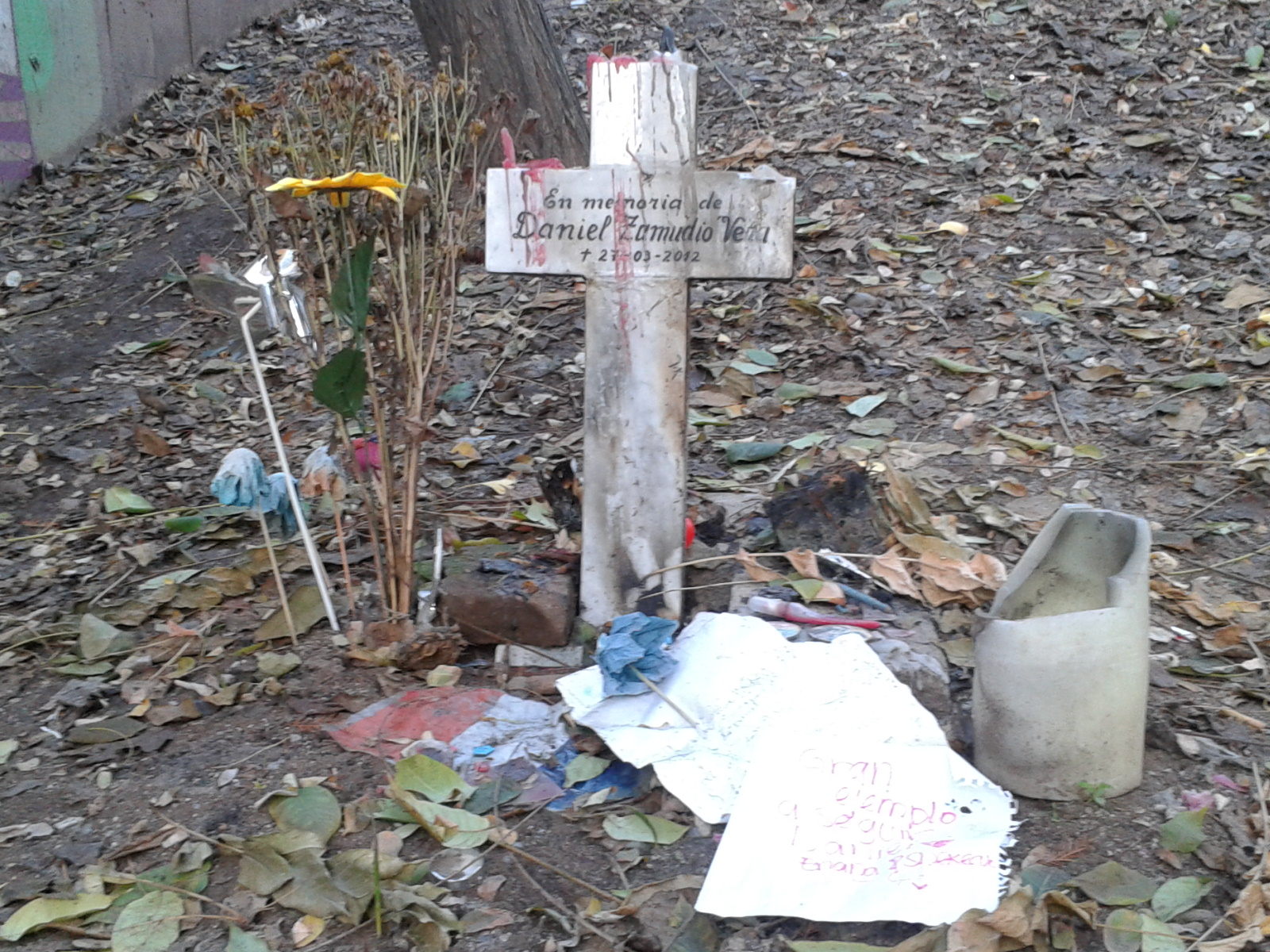
Animita originale installata nel Parque San Borja, nel luogo in cui è stato trovato Daniel Zamudio.

Daniel frequentava regolarmente discoteche orientate ad un pubblico LGBT e più di una volta ha indicato di essere stato molestato all'uscita da tali locali. In un'occasione, dopo aver lasciato la discoteca Blondie, fu minacciato da un neonazista che gli avrebbe detto: «So dove lavori [sic] e dove ti prende, ti ucciderò».
Venerdì 2 marzo, Daniel si è recato al lavoro alle 7:30, come al solito, e nel pomeriggio ha detto alla sua famiglia che sarebbe andato a trovare un amico e che sarebbe rientrato a casa più tardi. Questo non è mai successo. Domenica, la sua famiglia si è recata presso la Policía de Investigaciones de Chile per denunciare la sua scomparsa, e questo fatto permise di identificarlo come un giovane ricoverato dal giorno precedente all'ospedale centrale. In effetti, Daniel fu trovato intorno alle 4:00 del mattino, privo di conoscenza e senza documenti, da una guardia municipale nel Parque San Borja, situato vicino all'Alameda, l'arteria principale di Santiago del Cile.
Zamudio è stato trasferito alla vicina Posta Central nelle prime ore di sabato e, a causa delle sue ferite, è stato messo in coma indotto dall'équipe medica. Aveva gravi lesioni al cranio e al corpo: parte dell'orecchio reciso, gambe rotte, una serie di tagli allo stomaco sotto forma di svastica e varie ustioni fatte con le sigarette.
A causa della natura delle ferite, sin dall'inizio si è pensato ad un crimine omofobo eseguito da una banda neonazista, anche se sarebbero state le successive indagini a determinare le cause dell'aggressione.
Daniel è stato ricoverato alla Posta centrale per diversi giorni, iniziando una lenta guarigione, che ha portato l'equipe medica a svegliarlo dal coma indotto. Sono state persino registrate alcune reazioni involontarie minori. Tuttavia, le sue condizioni sono peggiorate, costringendo i medici a riportarlo in stato di coma (il giorno 19) dopo che aveva subito un arresto cardiorespiratorio. Il team medico ha stabilito che era a rischio vitale e che le ferite confermavano gravi danni neurologici. Dopo 20 giorni, versioni contraddittorie annunciarono la morte cerebrale del giovane. Daniel Zamudio è deceduto martedì 27 marzo 2012 alle 19:45.

## Impatto

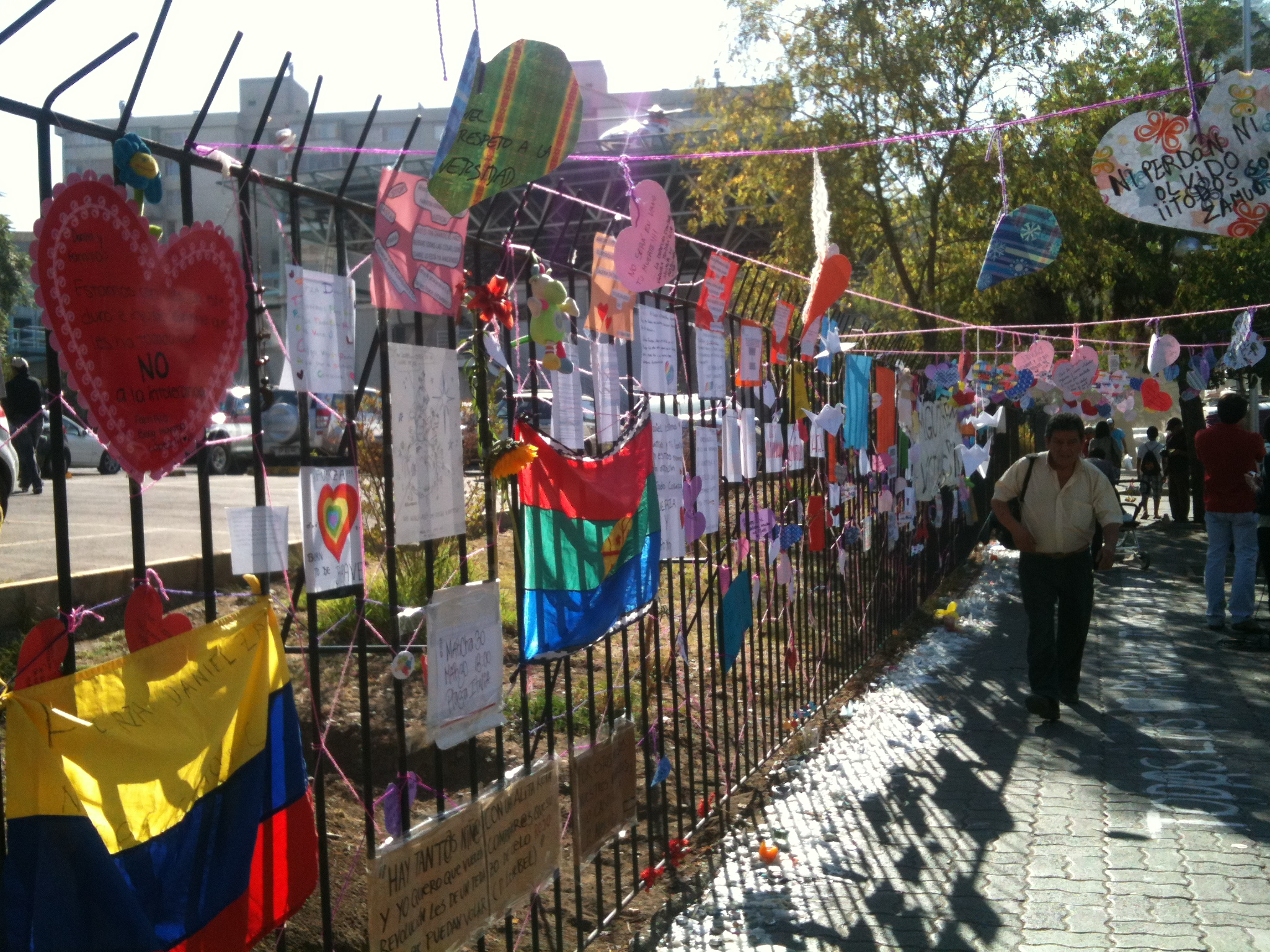
Centinaia di messaggi sono stati messi sulla recinzione della Posta Central a sostegno della famiglia di Daniel Zamudio..

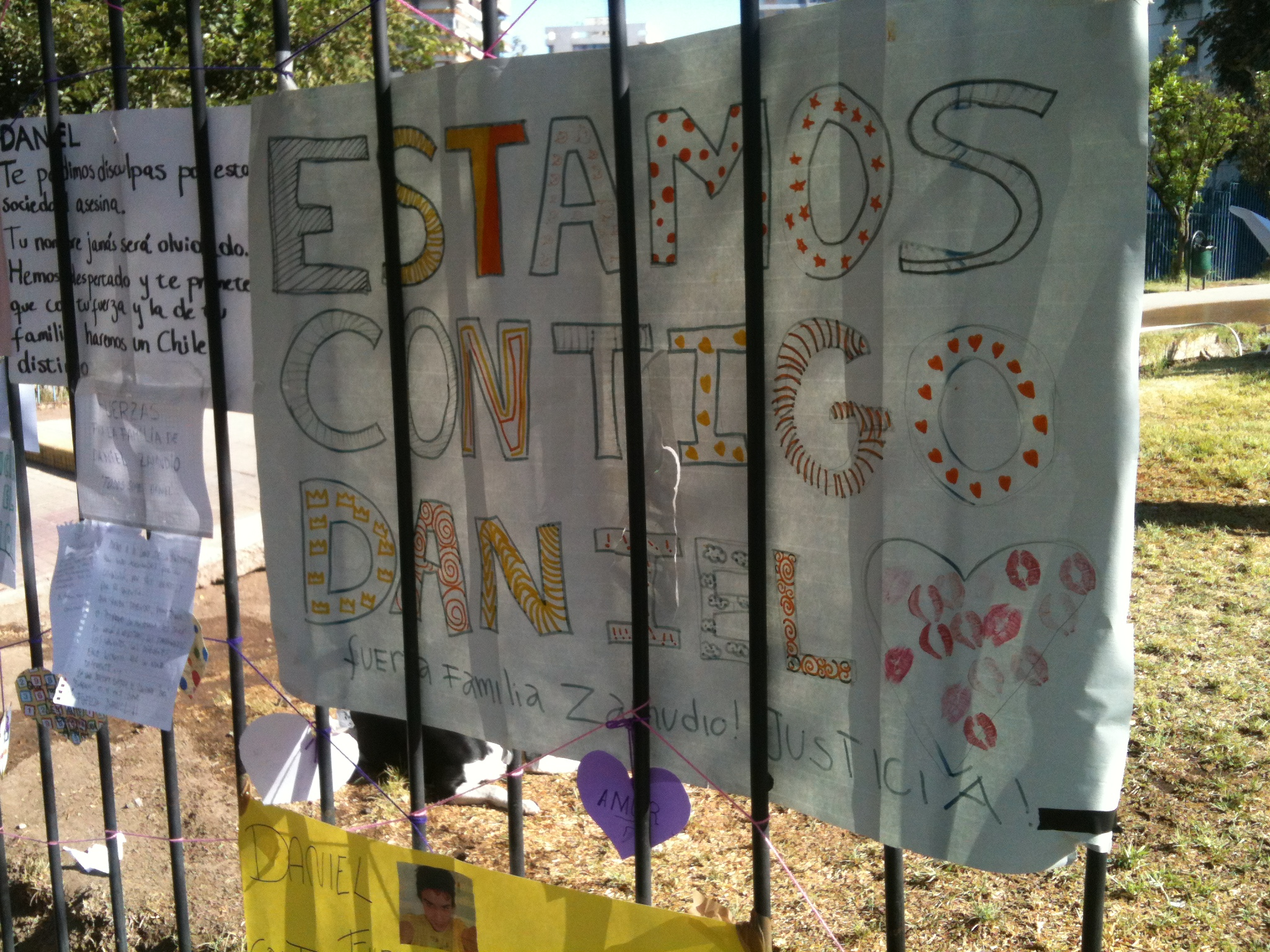
««Siamo con te, Daniel», un messaggio posto fuori dalla Posta Central.

La notizia dell'attacco a Zamudio è stata diffusa da varie comunità a difesa dei diritti delle minoranze sessuali, in particolare dal Movimiento de Integración y Liberación Homosexual (Movilh), che ha annunciato azioni legali contro i responsabili, oltre a richiedere formalmente un incontro con il Ministro degli Interni. Movilh ha indicato che, tra il 2002 e l'inizio del 2012, sono state registrate 66 segnalazioni di attacchi fisici perpetrati da civili, che hanno colpito circa 250 persone.
Grazie all'uso dei social network, la notizia ha raggiunto una diffusione diffusa e ha generato un massiccio ripudio nella società cilena, mettendo in evidenza la realtà della discriminazione contro le minoranze sessuali in Cile.
Varie manifestazioni di sostegno per Daniel Zamudio e la sua famiglia si sono svolte fuori dalla Posta Central, tra cui veglie a lume di candela («velatones»). Il 30 marzo, migliaia di persone hanno accompagnato la famiglia di Daniel Zamudio durante il suo funerale. La processione funebre fece il giro di vari comuni e fu ricevuta da vari manifestanti che chiedevano giustizia per la morte di Daniel, prima di arrivare al Cementerio General de Santiago dove fu sepolto.
Un anno dopo l'evento, il 2 marzo 2013, si è tenuta una marcia a Santiago in commemorazione dell'omicidio di Daniel, a cui hanno partecipato 300 persone.

### Dichiarazioni
Vari politici hanno espresso il loro rifiuto della situazione, tra cui il ministro degli Interni Rodrigo Hinzpeter che ha ricevuto il Movilh e giorni dopo ha organizzato un incontro tra il presidente Sebastián Piñera e la famiglia Zamudio al Palacio de La Moneda. Dopo l'incontro, il Comune di Santiago ha annunciato di costituirsi parte civile nella denuncia per l'attacco a Daniel Zamudio.
Dopo aver confermato la morte di Daniel Zamudio, il presidente Piñera ha solidarizzato con la famiglia attraverso il suo account Twitter durante un tour in Asia come parte di un tour ufficiale.
(Sebastián Piñera (@sebastianpinera), 27 marzo 2012.)

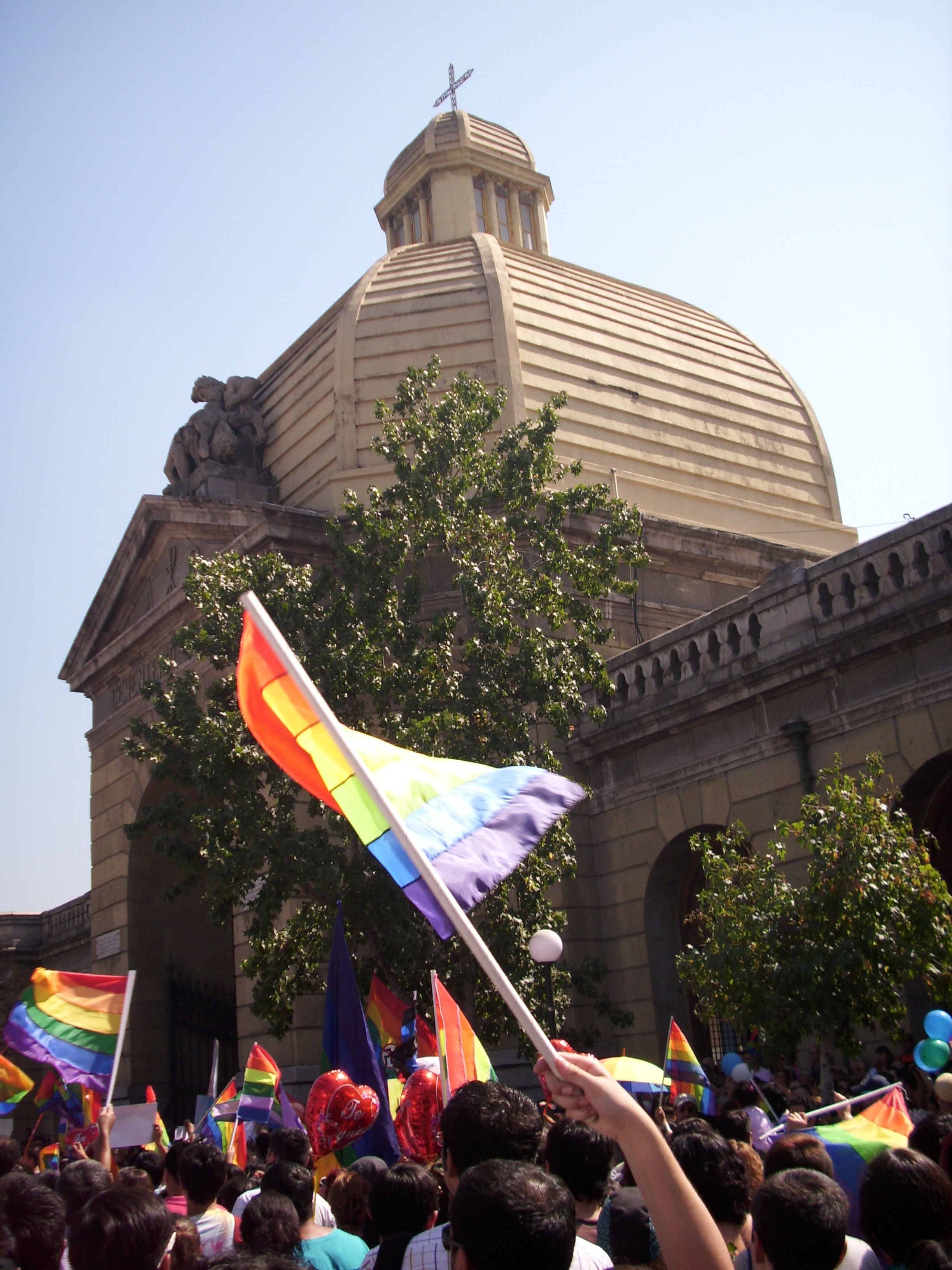
Bandiere arcobaleno sventolate durante il funerale di Daniel Zamudio.

A sua volta, il portavoce di Movilh ha fatto riferimento alla situazione della Posta Central dopo la conferma della morte, definendo Zamudio «un martire cittadino delle minoranze sessuali». Diversi artisti hanno ripudiato il fatto, come Boy George, Gloria Trevi, Pablo Simonetti e Beto Cuevas, essendo uno dei cantanti portoricani Ricky Martin, che ha dedicato il suo Premio GLAAD a Zamudio. D'altra parte, la cantante russa Lena Katina - ex membro del duo t.A.T.u. - ha anche inviato un messaggio via YouTube per simpatizzare con la causa.
La Chiesa cattolica in Cile ha condannato l'aggressione; tuttavia, Movilh ha criticato l'atteggiamento di tale istituzione, uno dei principali oppositori della legge antidiscriminazione, di non aver accompagnato la famiglia di Daniel Zamudio mentre lo aveva fatto per il prete Fernando Karadima, accusato di pedofilia. L'arcivescovo di Santiago Ricardo Ezzati respinse le accuse e disse che il vicario de la Esperanza Joven aveva accompagnato la famiglia del giovane assassinato, aunque en silencio pues «hay que acompañar con una actitud callada [pues] el aprovechamiento del dolor humano es inhumano». Per quanto riguarda la legge antidiscriminazione, Ezzati ha ribadito la sua riluttanza a questo proposito, poiché è stato necessario vedere che era «non discriminatorio».

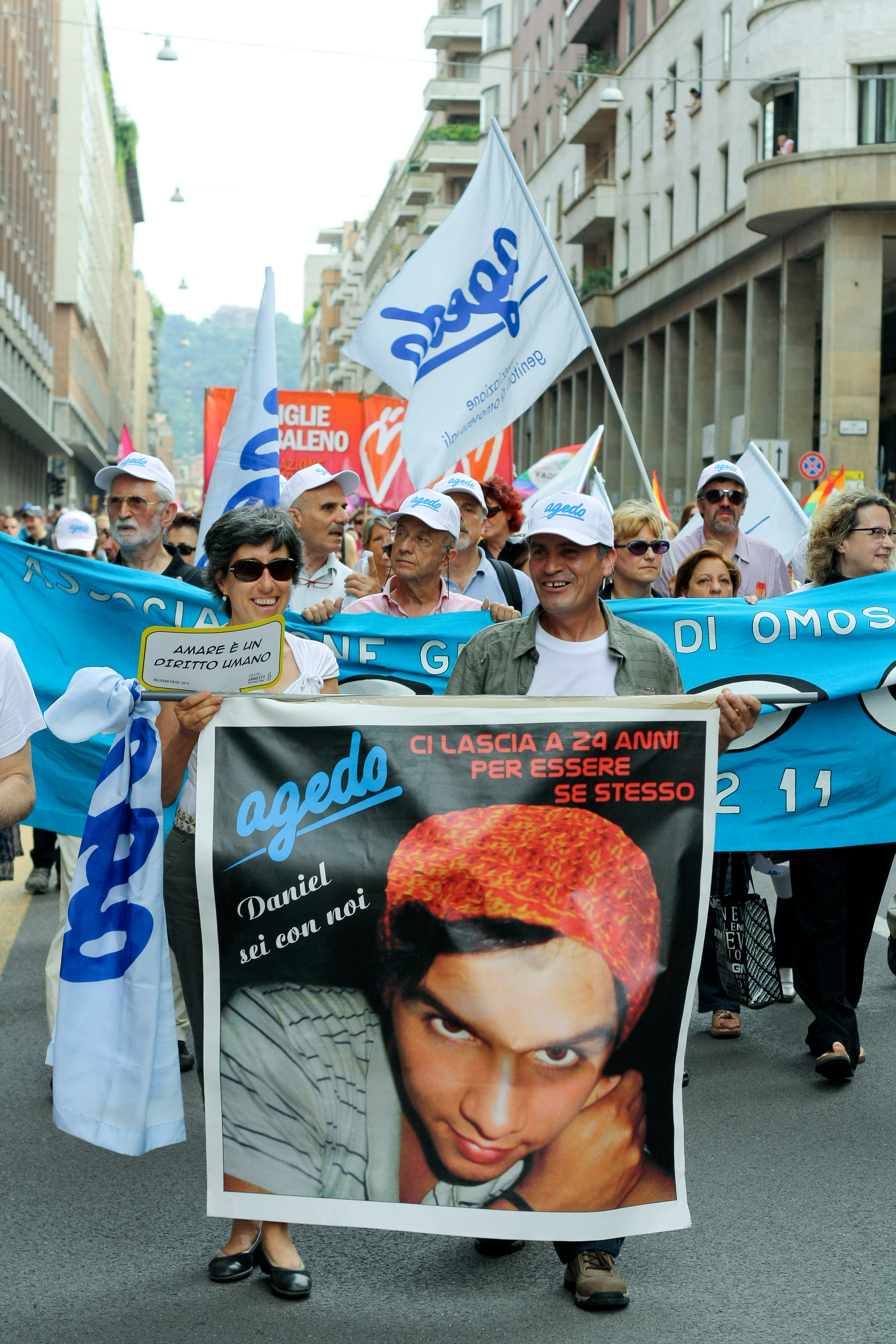
Una fotografía di Daniel Zamudio in una marcia LGBT a Bologna, Italia.

Il caso è stato trattato da organizzazioni internazionali dedicate alla protezione dei diritti umani. Il 29 marzo 2012, la Comisión Interamericana de Derechos Humanos ha decretato la condanna dell'incidente con una dichiarazione e ha esortato il governo cileno a indagare sui fatti «immediatamente e seriamente». Il giorno successivo, l'Alto commissariato delle Nazioni Unite per i diritti umani (OHCHR) ha pubblicato una nota in cui si chiedeva alle autorità cilene di legiferare contro la discriminazione secondo gli standard internazionali, condannando i crimini d'odio. Inoltre, ha confrontato il caso Zamudio con altri casi di discriminazione in tutto il mondo.
(Rupert Colville, portavoce dell'Ufficio dell'Alto Commissario delle Nazioni Unite per i diritti umani, 30 marzo 2012.)
I pareri di rifiuto, tuttavia, non erano unanimi. L'avvocato Jorge Reyes, rappresentante del gruppo Red por la Vida y la Familia e vicino al partito dell'Unione Democratica Indipendente (UDI), ha affermato che «se la società fosse a conoscenza della vita di Daniel Zamudio, la penserebbe diversamente» perché il giovane sarebbe stato alcolizzato al momento dell'aggressione ed era stato cacciato da casa, concludendo che in Cile c'era una «visione romantica di tolleranza». Quelle parole sono state considerate «aberranti» e «la peggiore della società» dal Portavoce del Movilh Óscar Rementería e hanno motivato il governo a rinunciare ai servizi di Jorge Reyes nella segreteria sanitaria di Biobío.

### Reazioni politiche
In seguito all'incontro con la famiglia Zamudio nel palazzo del governo, il ministro Hinzpeter annunciò che avrebbero posto grande urgenza sul progetto di legge contro la discriminazione che era stato discusso nel Congresso Nazionale dal 2005. El Movilh ha valutato l'annuncio, tuttavia, ha affermato che «nessuna legge» dovrebbe essere approvata, poiché il progetto in discussione presentava varie carenze.

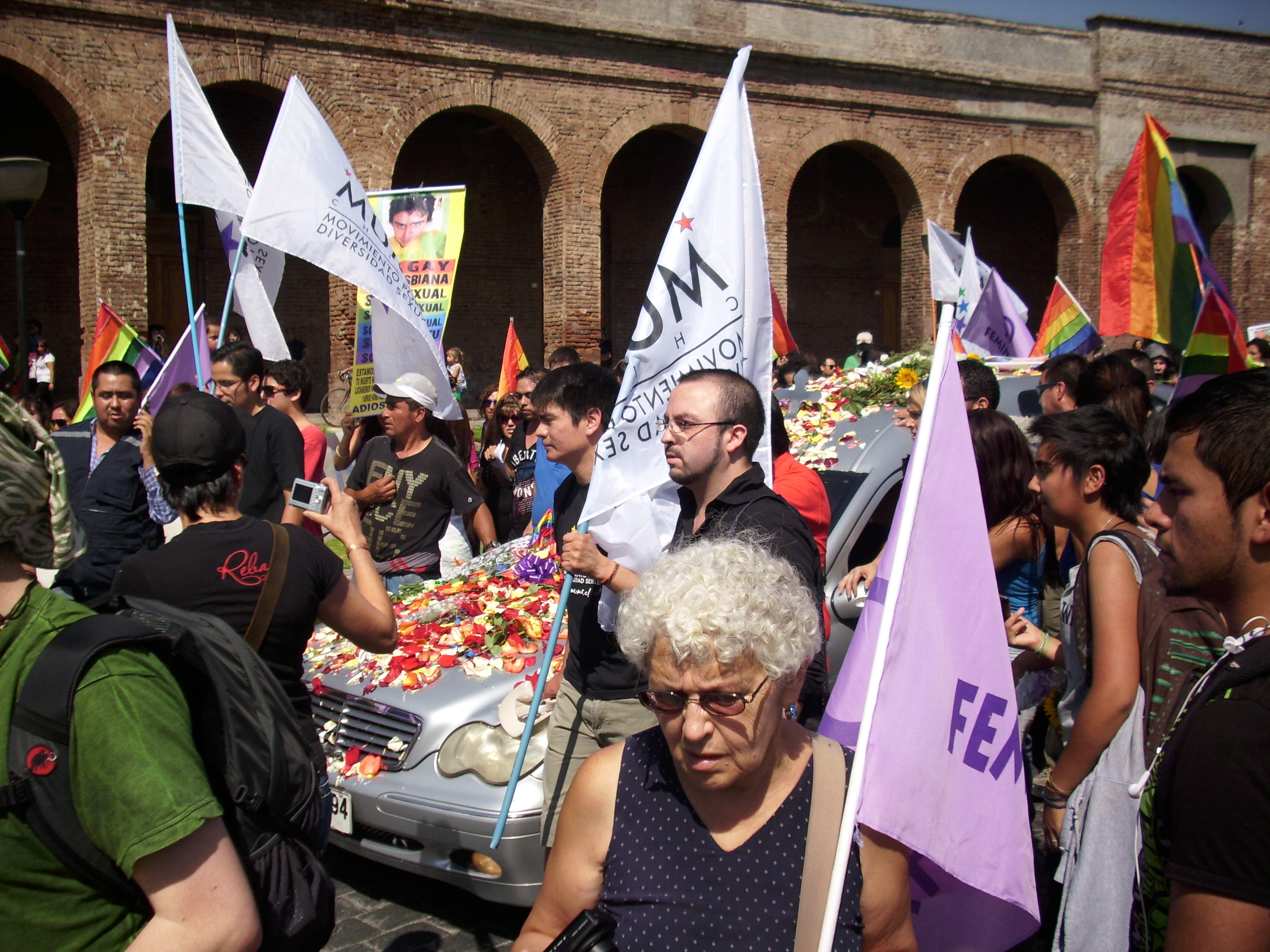
La processione funebre di Zamudio arrivata al Cementerio General de Santiago il 30 marzo 2012.

La discussione sulla legge antidiscriminazione era rimasta intrappolata per anni, soprattutto a causa del rifiuto di una parte importante dei parlamentari della Coalición por el Cambio. Nel novembre 2011, l'articolo 2 del progetto, che includeva il riferimento alle minoranze sessuali, è stato votato a favore di 23 senatori - tra cui 7 PDC, 3 RN e 1 UDI — contro 13 senatori —6 RN e 7 UDI—. Attraverso i social network, l'elenco di quei parlamentari che hanno votato contro ha iniziato a circolare insieme a un invito a non votarli alle elezioni parlamentari del 2013. Di fronte a queste critiche, il senatore Juan Antonio Coloma (presidente dell'Unione Democratica Indipendente, il partito con il maggior numero di parlamentari al Congresso in quella periodo) ha sostenuto che la legge antidiscriminazione non avrebbe evitato il crimine, che ha ritenuto inaccettabile e che deve essere combattuto con o senza legge, sebbene abbia difeso il suo rifiuto della legge perché potrebbe «allontanare la natura da certe istituzioni». Nel frattempo, diversi senatori della Concertación hanno invitato a ricostituire gli articoli sulle minoranze sessuali esclusi durante la discussione della legge alcuni mesi prima, accusando l'UDI di «incitare alla violenza di genere» ricorrendo alla Corte costituzionale per annullare il disegno di legge. I senatori Guido Girardi (PPD), Juan Pablo Letelier (PS), Ricardo Lagos Weber (PPD) e Mariano Ruiz-Esquide (PDC) hanno persino chiesto di nominare la legge antidiscriminazione sotto il nome di Daniel Zamudio.
Dopo la morte di Daniel Zamudio, sono emerse altre azioni politiche. Tra questi c'è il disegno di legge che crea il Día Nacional de la Diversidad, presentato dai deputati democratici cristiani. Un consigliere del comune di Santiago ha inoltre chiesto di rinominare il Parque San Borja, dove si è verificato il pestaggio, come «Parque Daniel Zamudio» e di trasformarlo in un memoriale di tolleranza e nonviolenza.

## Indagine

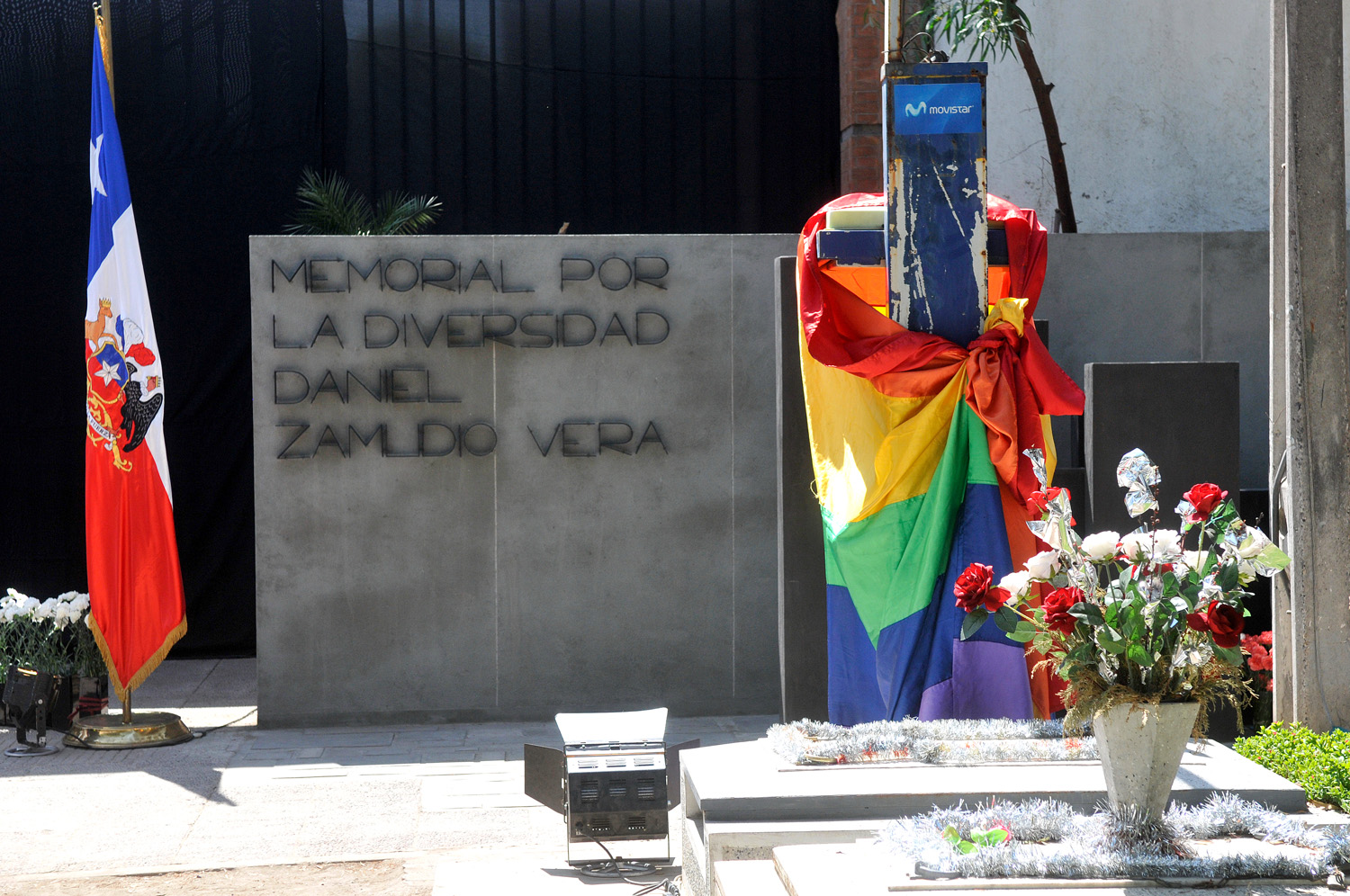
Il Memorial por la Diversidad è stato inaugurato nel 2013 nel Cementerio General de Santiago, dove sono stati trasferiti i resti di Zamudio.

### Imputati
A causa delle caratteristiche dell'attacco, le prime versioni indicavano un attacco effettuato da bande neonaziste, che avrebbero attaccato Daniel Zamudio per il suo orientamento omosessuale.
Il 9 marzo, dopo aver raccolto vari indizi e le versioni di alcuni testimoni, il gruppo O.S.9. dei Carabineros de Chile hanno identificato ed arrestato quattro persone come possibili autori dell'aggressione, le quali inizialmente avrebbero confessato la loro partecipazione agli eventi. Gli accusati erano:
- Alejandro Áxel Angulo Tapia (26), colpevole di piccole rapine ed attacchi ai peruviani, era un imitatore di Michael Jackson ed aveva un negozio nel centro commerciale Eurocentro sul lungomare di Ahumada.[46]
- Patricio Iván Ahumada Garay (25), noto come Pato Core, aveva da poco scontato una pena detentiva per rapina con intimidazione. Aveva effettuato attacchi xenofobi contro i peruviani.[46]
- Raúl Alfonso López Fuentes (25),[47] noto come il "Gacke II",[48] neonazista e con precedenti di furto nei supermercati e nelle stazioni di servizio. Ha cercato di essere militare, ma è stato respinto.[46]
- Fabián Alexis Mora Mora (19), l'unico coinvolto senza precedenti penali. Tuttavia, il 4 gennaio, Mora ha scritto sul suo profilo Facebook di aver «rotto il cranio e la clavicola» ad un senzatetto nel suo quartiere.[49] Ha incontrato Angulo per le sue visite all'Eurocentro.[46]

Sebbene il gruppo non si dichiarasse neonazista, sia Ahumada che López dimostrarono tendenze simili ed espressero ammirazione per quell'ideologia.

### Dichiarazioni
Raúl López si è dichiarato colpevole dopo l'arresto. Ha detto che con il suo gruppo hanno trovato Daniel che dormiva su una panchina del parco alle 21:00. Dopo essere andato a comprare alcol, ha trovato Ahumada e Angulo intenti a colpire Zamudio.
(Dichiarazione di Raúl López.)
Al suo ritorno, Ahumada stava picchiando furiosamente Zamudio perché gay. Ahumada golpeaba «patadas, combos en la cabeza, en la cara, en los testículos, en las piernas, por todo el cuerpo», según relata López, mentre Zamudio sanguinava dal naso e dal viso. Dopo di ciò, avrebbero usato il collo di una bottiglia di pisco sour rotta per disegnare una svastica sul suo addome.
(Declaración de Raúl López.)
Dopo tre ore di torture e dopo aver spento le sigarette sul suo corpo, il gruppo avrebbe abbandonato l'incosciente Zamudio verso le 2:30 del mattino.
La versione è stata respinta da Ahumada e Angulo, che hanno ammesso di aver incontrato Zamudio nel parco. Tuttavia, hanno affermato che lo hanno salvato da un assalto mentre dormiva nel parco. Dopo averlo protetto, sarebbero andati con Zamudio a mangiare sopaipillas e a continuare a bere. Ahumada dice di essersi ritirato verso le 22:00 e che, dopo aver sentito dalla stampa il pestaggio che Daniel aveva sofferto, aveva cercato di comunicare con gli ufficiali di polizia per dire ciò che sapeva, ma che era stato arrestato prima di poterlo fare. Angulo, pur sostenendo inizialmente la versione di Ahumada, in seguito ha riconosciuto di aver attaccato Zamudio e che la sua dichiarazione iniziale era il prodotto delle minacce di Ahumada. Fabián Mora ha infine supportato la versione di López, tranne per il fatto che non riconosce di essere quello che ha attaccato Zamudio con una pietra.

### Giudizio e condanna
Il procuratore Ernesto Vásquez, incaricato di dirigere le indagini, ha richiesto la formalizzazione dell'imputato per il crimine di omicidio frustrato, e, inoltre, ha richiesto la sua detenzione preventiva, una misura concessa dalla 7ª Juzgado de Garantía de Santiago, dopo aver considerato che la libertà dell'imputato era un «pericolo per la società». Dopo la morte del giovane, il crimine è stato modificato in omicidio, il crimine più grave contemplato nell'ordinamento cileno.
Il processo è stato condotto principalmente nel corso del 2013 presso il Cuarto Tribunal Oral en lo Penal de Santiago. Il 17 ottobre, Patricio Ahumada, Alejandro Angulo, Raúl López e Fabían Mora sono stati giudicati colpevoli di omicidio. La procura della zona Centro Norte, guidata da Ernesto Vásquez, ha richiesto la pena dell'ergastolo per Patricio Ahumada, mentre per Angulo e López ha chiesto 15 anni di prigione e per Mora, 8 anni. Il 28 ottobre, la Corte ha pubblicato le rispettive sentenze, confermando le sanzioni richieste dalla Procura, ad eccezione di Mora che è stato condannato a 7 anni di carcere.

## Conseguenze
Sulla tragica vicenda sono stati realizzati alcuni libri e film:
- Solos en la noche: Zamudio y sus asesinos (2014), un libro di Rodrigo Fluxá che tratta dell'indagine giornalistica sul caso.
- Zamudio: Perdidos en la noche (2015), miniserie televisiva trasmessa su TVN basata sul libro di Fluxá.
- Yo soy Daniel (2016), opera teatrale del drammaturgo Gonzalo Briones Tapia ispirata all'ultimo periodo della vita di Daniel Zamudio.
- Nunca vas a estar solo (2016), un film diretto da Álex Anwandter ispirato al Caso Zamudio. Ha inaugurato l'edizione 2016 del LesGaiCineMad.[56]
- Jesús (2016), un film diretto da Fernando Guzzoni e ispirato al Caso Zamudio.
- Efecto mariposa (2018), un programma trasmesso da Mega in cui sono stati dedicati due episodi intitolati «Zamudio: Cosas que nadie sabe de mí».[57]